# محبت (فیلم ۱۹۸۵)
«محبت» (انگلیسی: Mohabbat) فیلمی هندی است که در سال ۱۹۸۵ منتشر شد. بازیگران این فیلم آنیل کاپور و ویجایتا پاندیت هستند.